# Milaca (Minnesota)
Milaca es una ciudad ubicada en el condado de Mille Lacs en el estado estadounidense de Minnesota. En el Censo de 2010 tenía una población de 2946 habitantes y una densidad poblacional de 333,37 personas por km².

## Geografía
Milaca se encuentra ubicada en las coordenadas 45°45′29″N 93°39′6″O / 45.75806, -93.65167. Según la Oficina del Censo de los Estados Unidos, Milaca tiene una superficie total de 8.84 km², de la cual 8.32 km² corresponden a tierra firme y (5.89%) 0.52 km² es agua.

## Demografía
Según el censo de 2010, había 2946 personas residiendo en Milaca. La densidad de población era de 333,37 hab./km². De los 2946 habitantes, Milaca estaba compuesto por el 96.1% blancos, el 0.44% eran afroamericanos, el 1.39% eran amerindios, el 0.31% eran asiáticos, el 0.03% eran isleños del Pacífico, el 0.1% eran de otras razas y el 1.63% pertenecían a dos o más razas. Del total de la población el 0.64% eran hispanos o latinos de cualquier raza.